# قهرمانی فوتسال زنان جهان ۲۰۱۲
قهرمانی فوتسال زنان جهان ۲۰۱۲ سومین دوره مسابقات قهرمانی تیم‌های ملی فوتسال زنان جهان است که از سوم تا نهم دسامبر ۲۰۱۲ در اولیویرا د آزمیس پرتغال برگزار می‌شود.

## داوران
- فرانسیسکو پنا دیاز
- جیسون پنالوزا کروز
- کاتوسیا دوس سانتوس
- مانوئل بنیتز
- ماریو سیلوا
- مریم پورجعفریان
- نونو بوگالهو
- اولگ ایوانوف
- راکول روانو
- سام سودین بن ابراهیم
- سرجیو ماگالاس
- ایلینا ویلیکانووا
- یاسوکازو یوبوموتو

## دور گروهی

### گروه A
| رتبه | تیم     | بازی | برد | برابر | باخت | زده | خورده | امتیاز |
| ---- | ------- | ---- | --- | ----- | ---- | --- | ----- | ------ |
| ۱    | برزیل   | ۴    | ۴   | ۰     | ۰    | ۳۰  | ۳     | ۱۲     |
| ۲    | پرتغال  | ۴    | ۳   | ۰     | ۱    | ۲۰  | ۶     | ۹      |
| ۳    | ژاپن    | ۴    | ۲   | ۰     | ۲    | ۷   | ۱۴    | ۶      |
| ۴    | ایران   | ۴    | ۱   | ۰     | ۳    | ۵   | ۱۲    | ۳      |
| ۵    | ونزوئلا | ۴    | ۰   | ۰     | ۴    | ۵   | ۳۲    | ۰      |

| ۳ دسامبر ۲۰۱۲ ۱۷:۰۰ | ایران  | ۲–۱ (۲–۱)  | ونزوئلا |
| ۳ دسامبر ۲۰۱۲ ۱۹:۳۰ | پرتغال | ۵–۱ (۴–۰)  | ژاپن    |
| ۴ دسامبر ۲۰۱۲ ۱۷:۰۰ | برزیل  | ۶–۱ (۴–۰)  | ایران   |
| ۴ دسامبر ۲۰۱۲ ۱۹:۳۰ | پرتغال | ۱۰–۱ (۵–۰) | ونزوئلا |
| ۵ دسامبر ۲۰۱۲ ۱۷:۰۰ | ژاپن   | ۴–۳ (۲–۰)  | ونزوئلا |
| ۵ دسامبر ۲۰۱۲ ۱۹:۳۰ | برزیل  | ۳–۲ (۱–۱)  | پرتغال  |
| ۶ دسامبر ۲۰۱۲ ۱۷:۰۰ | برزیل  | ۱۶–۰ (۶–۰) | ونزوئلا |
| ۶ دسامبر ۲۰۱۲ ۱۹:۳۰ | ژاپن   | ۲–۱ (۲–۰)  | ایران   |
| ۷ دسامبر ۲۰۱۲ ۱۹:۳۰ | برزیل  | ۵–۰ (۳–۰)  | ژاپن    |
| ۷ دسامبر ۲۰۱۲ ۱۹:۳۰ | پرتغال | ۳–۱ (2–1)  | ایران   |

### گروه B
| رتبه | تیم       | بازی | برد | برابر | باخت | زده | خورده | امتیاز |
| ---- | --------- | ---- | --- | ----- | ---- | --- | ----- | ------ |
| ۱    | اسپانیا   | ۴    | ۴   | ۰     | ۰    | ۲۰  | ۰     | ۱۲     |
| ۲    | روسیه     | ۴    | ۳   | ۰     | ۱    | ۱۸  | ۵     | ۹      |
| ۳    | اوکراین   | ۴    | ۲   | ۰     | ۲    | ۱۹  | ۵     | ۶      |
| ۴    | کاستاریکا | ۴    | ۱   | ۰     | ۳    | ۱۰  | ۱۱    | ۳      |
| ۵    | مالزی     | ۴    | ۰   | ۰     | ۴    | ۲   | ۴۸    | ۰      |

| ۳ دسامبر ۲۰۱۲ ۱۱:۰۰ | روسیه   | ۱۱–۱ (۶–۰) | مالزی     |
| ۳ دسامبر ۲۰۱۲ ۱۴:۳۰ | اوکراین | ۲–۰ (۱–۰)  | کاستاریکا |
| ۴ دسامبر ۲۰۱۲ ۱۱:۰۰ | اسپانیا | ۲–۰ (۱–۰)  | اوکراین   |
| ۴ دسامبر ۲۰۱۲ ۱۴:۳۰ | روسیه   | ۴–۱ (۰–۰)  | کاستاریکا |
| ۵ دسامبر ۲۰۱۲ ۱۱:۰۰ | مالزی   | ۱–۹ (۰–۲)  | کاستاریکا |
| ۵ دسامبر ۲۰۱۲ ۱۴:۳۰ | اسپانیا | ۳–۰ (۱–۰)  | روسیه     |
| ۶ دسامبر ۲۰۱۲ ۱۱:۰۰ | اسپانیا | ۴–۰ (۱–۰)  | کاستاریکا |
| ۶ دسامبر ۲۰۱۲ ۱۴:۳۰ | مالزی   | ۰–۱۷ (۰–۹) | اوکراین   |
| ۷ دسامبر ۲۰۱۲ ۱۷:۰۰ | روسیه   | ۳–۰ (۰–۰)  | اوکراین   |
| ۷ دسامبر ۲۰۱۲ ۱۷:۰۰ | اسپانیا | ۱۱–۰ (۴–۰) | مالزی     |

## دور حذفی
|  | نیمه‌نهایی             | نیمه‌نهایی             |   |                       | نهایی                 | نهایی |  |
|  |                       |                       |   |                       |                       |       |  |
|  | ۸ دسامبر ۲۰۱۲ – آزمیس |                       |   |                       |                       |       |  |
|  | اسپانیا               | ۰ (۱)                 |   |                       |                       |       |  |
|  | پرتغال (پن)           | ۰ (۳)                 |   |                       |                       |       |  |
|  |                       |                       |   |                       |                       |       |  |
|  |                       |                       |   |                       | ۹ دسامبر ۲۰۱۲ – آزمیس |       |  |
|  |                       |                       |   |                       | برزیل                 | ۳     |  |
|  |                       | پرتغال                | ۰ |                       |                       |       |  |
|  |                       |                       |   |                       |                       |       |  |
|  |                       |                       |   |                       |                       |       |  |
|  |                       |                       |   |                       | جایگاه سوم            |       |  |
|  | ۸ دسامبر ۲۰۱۲ – آزمیس | ۸ دسامبر ۲۰۱۲ – آزمیس |   | ۹ دسامبر ۲۰۱۲ – آزمیس | ۹ دسامبر ۲۰۱۲ – آزمیس |       |  |
|  | برزیل                 | ۱                     |   | اسپانیا               | ۱                     |       |  |
|  | روسیه                 | ۰                     |   |                       | روسیه                 |       |  |

| جایگاه نهم          |         |              |           |
| ۸ دسامبر ۲۰۱۲ ۱۱:۰۰ | ونزوئلا | ۸–۱ (۲–۱)    | مالزی     |
| جایگاه هفتم         |         |              |           |
| ۸ دسامبر ۲۰۱۲ ۱۴:۳۰ | ایران   | ۴–۳ (۴–۱)    | کاستاریکا |
| نیمه‌نهایی           |         |              |           |
| ۸ دسامبر ۲۰۱۲ ۱۷:۰۰ | اسپانیا | ۰–۰ (پن ۱–۳) | پرتغال    |
| ۸ دسامبر ۲۰۱۲ ۱۹:۳۰ | برزیل   | ۱–۰ (۰–۰)    | روسیه     |
| جایگاه پنجم         |         |              |           |
| ۹ دسامبر ۲۰۱۲ ۱۱:۰۰ | ژاپن    | ۰–۴          | اوکراین   |
| جایگاه سوم          |         |              |           |
| ۹ دسامبر ۲۰۱۲ ۱۴:۳۰ | اسپانیا | ۰–۱          | روسیه     |
| نهایی               |         |              |           |
| ۹ دسامبر ۲۰۱۲ ۱۷:۰۰ | پرتغال  | ۳–۰          | برزیل     |